# Jean-Marc Pontvianne
Jean-Marc Pontvianne (né le 6 août 1994 à Nîmes) est un athlète français, spécialiste du triple-saut.

## Biographie
Il remporte les championnats de France espoirs en 2014, et les championnats de France en salle espoirs en 2014 et 2015. En février 2015, à Aubière, il devient champion de France en salle « élite » avec un saut à 16,53 m. Le 7 mars 2015, à Nogent-sur-Oise, il porte son record à 16,69 m, puis à 16,81 m en plein air à Tromblaine le 26 juillet 2015.
Le 19 février 2017, il redevient champion de France en salle avec un saut à 17,13 m, record personnel et minima pour les Championnats d'Europe en salle de Belgrade où il termine sixième avec la marque de 16,90 m. Le 7 mai, à l'occasion du premier tour des Interclubs à Nîmes, Pontvianne dépasse pour la première fois les 17 mètres en plein air avec 17,09 m (- 0,7 m/s). Il confirme une semaine plus tard lors du meeting de Montgeron où il saute 17,13 m, record personnel en plein air. Cette marque égale aussi son record en salle et est par ailleurs la meilleure performance européenne de l'année. Le 7 août 2017, il se qualifie pour la finale des Championnats du monde de Londres avec un saut à 16,78 m. Il termine 8e avec 16,79 m.
Le 16 juin 2018, il remporte le Meeting d'athlétisme de Marseille avec 16,95 m, réalisant ainsi les minimas pour les Championnats d'Europe d'athlétisme 2018, où il se classe septième avec un saut à 16,61 m. L'année suivante, il est éliminé en qualifications des Mondiaux de Doha.
Le 19 juin 2021 à Madrid, Pontvianne améliore son record personnel datant de 2017 avec un triple saut mesuré à 17,17 m, juste au-delà des minima olympiques (17,14 m), ce qui lui permet de valider son billet pour Tokyo.
Le 17 août 2022, il remporte la médaille de bronze lors des championnats d'Europe de Munich, son premier podium lors d'un championnat international majeur.
Le 17 juin 2023, il se qualifie aux championnats du monde d'athlétisme 2023 de Budapest en battant son record personnel avec un saut de 17,20 m (+2.0 m/s) lors du meeting national d'Amiens.
En Janvier 2025, Jean-Marc rejoint l'AS Canetois dans l'herault où il evolue en D4 (et quelques fois en D1), au poste d'attaquant. Il joue ainsi avec un certain Bekhalfa Zinedin.

## Palmarès

### International
| Date | Compétition                       | Lieu              | Résultat | Marque  |
| ---- | --------------------------------- | ----------------- | -------- | ------- |
| 2015 | Championnats d'Europe par équipes | Tcheboksary       | 7e       | 16,42 m |
| 2017 | Championnats d'Europe en salle    | Belgrade          | 6e       | 16,90 m |
| 2017 | Championnats d'Europe par équipes | Villeneuve-d'Ascq | 4e       | 16,58 m |
| 2017 | Championnats du monde             | Londres           | 8e       | 16,79 m |
| 2017 | Ligue de diamant                  | Ligue de diamant  | 7e       | 16,36 m |
| 2018 | Championnats d'Europe             | Berlin            | 7e       | 16,61 m |
| 2022 | Championnats du monde en salle    | Belgrade          | 7e       | 16,62 m |
| 2022 | Championnats du monde             | Eugene            | 8e       | 16,86 m |
| 2022 | Championnats d'Europe             | Munich            | 3e       | 16,94 m |

### National
- Championnats de France d'athlétisme :
  - Vainqueur du triple saut en 2017, 2020, 2021  et 2023
- Championnats de France d'athlétisme en salle :
  - Vainqueur du triple saut en 2015 et 2017

## Records
| Épreuve     | Épreuve   | Performance         | Lieu     | Date            |
| ----------- | --------- | ------------------- | -------- | --------------- |
| Triple saut | Plein air | 17,20 m (+ 2,0 m/s) | Amiens   | 17 juin 2023    |
| Triple saut | Salle     | 17,13 m             | Bordeaux | 19 février 2017 |